# Нащадки Ктулху
Нащадки Ктулху (англ. Descendants of Cthulhu) або Ктулхі (англ. Cthulhi) — вигадана раса істот Міфів Ктулху, що вперше згадується в романі Говарда Лавкрафта «На стрімчаках божевілля», як раса космічних восьминогоподібних прибульців, які прийшли на Землю на чолі з Ктулху, за часів життя на планеті Старців, з якими вели запеклі війни за простори древніх материків і океани. Назву Ктулхі запровадив Браян Ламлі в романі «Перетворення Тита Кроу» (1975).

## Історія
|  | ...Деякі морські міста були зруйновані вщент, але найгірше ще треба було пережити. З космосу прилетіли нові прибульці, що нагадували формою восьминогів — їх-то, можливо, і нарекли в стародавніх міфах потомством Ктулху; вони розв'язали жорстоку війну, загнавши Старців надовго під воду. Це завдало останнім страшної втрати — до того часу число поселень на суші постійно зростало. Зрештою обидві раси уклали мирний договір, за яким нові землі переходили до нащадків Ктулху, за Старцями ж залишалося море і колишні володіння. Почали зводитися нові міста, і найвеличніші з них — в Антарктиці, бо ця земля, місце перших поселень, стала вважатися священною. І надалі Антарктика залишалася центром цивілізації Старців, а міста, які встигли там заснувати нащадки Ктулху, стерлися з лиця землі. Потім частина суші в районі Тихого океану знову опустилася, і з нею пішов на дно зловісний Р'льєх, місто з каменю, і всі космічні восьминоги на додачу. Так Старці знову стали єдиними господарями планети… — Говард Лавкрафт, «На стрімчаках божевілля» |

У романі «На стрімчаках божевілля» стверджується, що нащадки Ктулху побудували багато міст і населяли великі території, але зникли разом із затопленням міста Р'льєх, що суперечить одне-одному. Проте, за книгою «The Encyclopedia Cthulhiana», Р'льєх було названо за континентом, де він розташовувався.

## У масовій культурі
Назву «Поріддя Ктулху» (1975) має збірка оповідань Лавкрафта та його послідовників під редакцією Ліна Картера.
У настільній грі Pathfinder є істоти Зоряні поріддя Ктулху, котрі більше  нагадують самого Ктулху. Подібність з нащадками Ктулху мають фентезійні істоти іллітиди, що вперше з'явилися в грі Dungeons & Dragons.
Привиди, схожі зовні на невеликі копії Ктулху, фігурують в анімаційному серіалі «Справжні мисливці за привидами».